# Punta Camarinal
La punta Camarinal es un cabo situado en la vertiente atlántica del norte del estrecho de Gibraltar, en la localidad española de Tarifa. El faro de Camarinal, a pesar coincidir en el nombre,
se encuentra en el cercano cabo de Gracia, situado al oeste.

## Descripción
La punta está formada por las últimas estribaciones del monte Camarinal, a su vez pertenecientes a la sierra de la Plata. A los lados de la punta Camarinal se forman dos playas: hacia el Oeste, la pequeña playa de El Cañuelo, que se extiende hasta el cabo de Gracia
y, hacia el Este, la playa de Bolonia, que se extiende hasta punta Paloma.
En esta última playa, las arenas forman sobre la punta Camarinal la Duna de Bolonia, monumento natural de especial importancia por ser uno de los mejores ejemplos de duna activa de la costa andaluza.
Entre la punta Camarinal y punta Paloma asimismo se forma la ensenada de Bolonia. Ambos cabos, así como su más inmediato ámbito marino, se encuentran actualmente protegidos dentro del parque natural del Estrecho.